# Staritz (Belgern-Schildau)
Staritz ist ein Ortsteil der Stadt Belgern-Schildau im Landkreis Nordsachsen in Sachsen.

## Lage
Staritz liegt an der Bundesstraße 182 westlich des Liebersees und der Elbe sowie östlich der Dahlener Heide und südöstlich von Belgern. Zwischen den Dörfern Staritz und Seydewitz verbindet seit 2008 eine Elbebrücke Sachsen und Brandenburg in Richtung Mühlberg, vorher gab es dort die Fähre Mühlberg, eine Gierseilfähre.

## Geschichte
Das Straßendorf mit Gewannflur und 364 Hektar Land wurde 1119 Stariz geschrieben. 1791 bekleidete der Name Staritz schon den Ort. 1818 wohnten hier 168 Menschen, 1950 504 und 1990 337. 1500 besaß das Dorf eine Pfarrkirche, in die Nachbargemeinden eingepfarrt waren. Die übergeordnete Behörde saß in Torgau, zwischenzeitlich in Mühlberg/Elbe und heute wieder in Torgau.

Historische Ansichten von Staritz
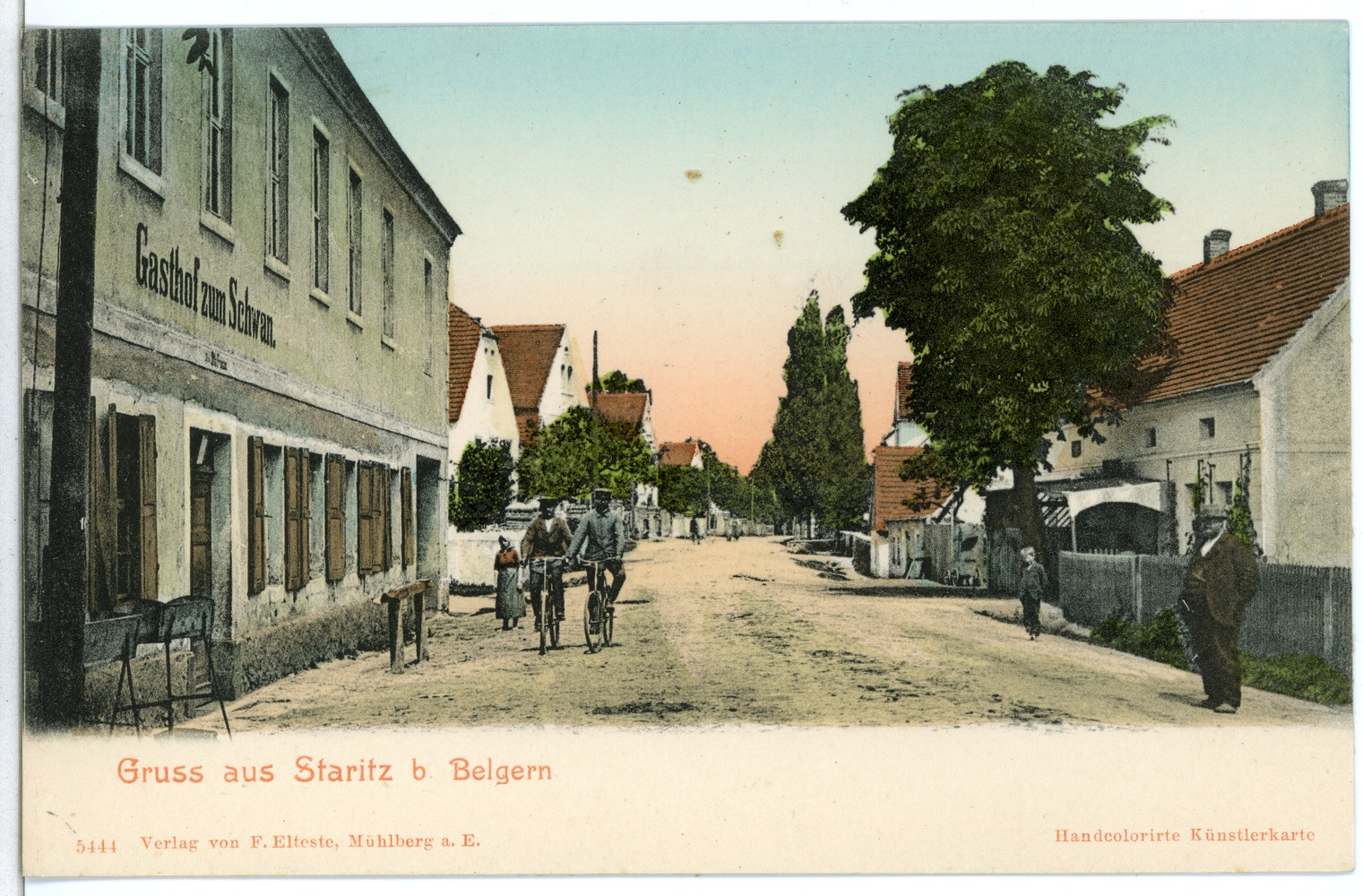
Gasthof zum Schwan (1904)
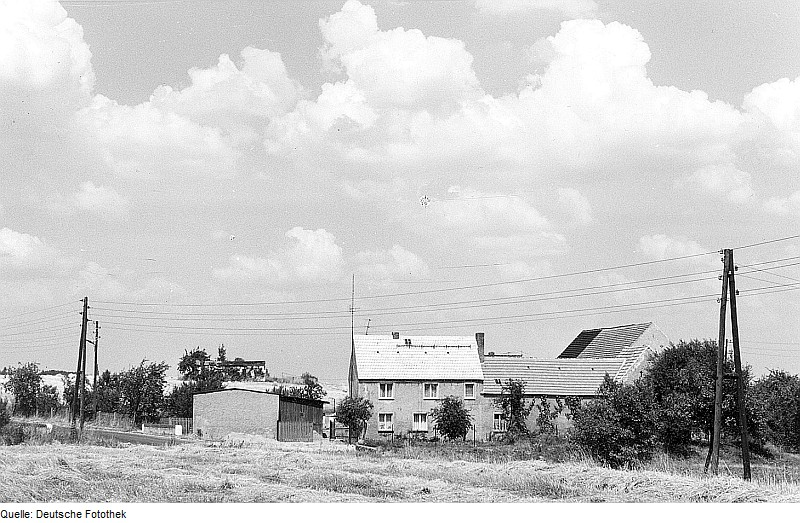
Ehemaliges Windmühlengehöft, Holzweißigstr. 23 (1975)
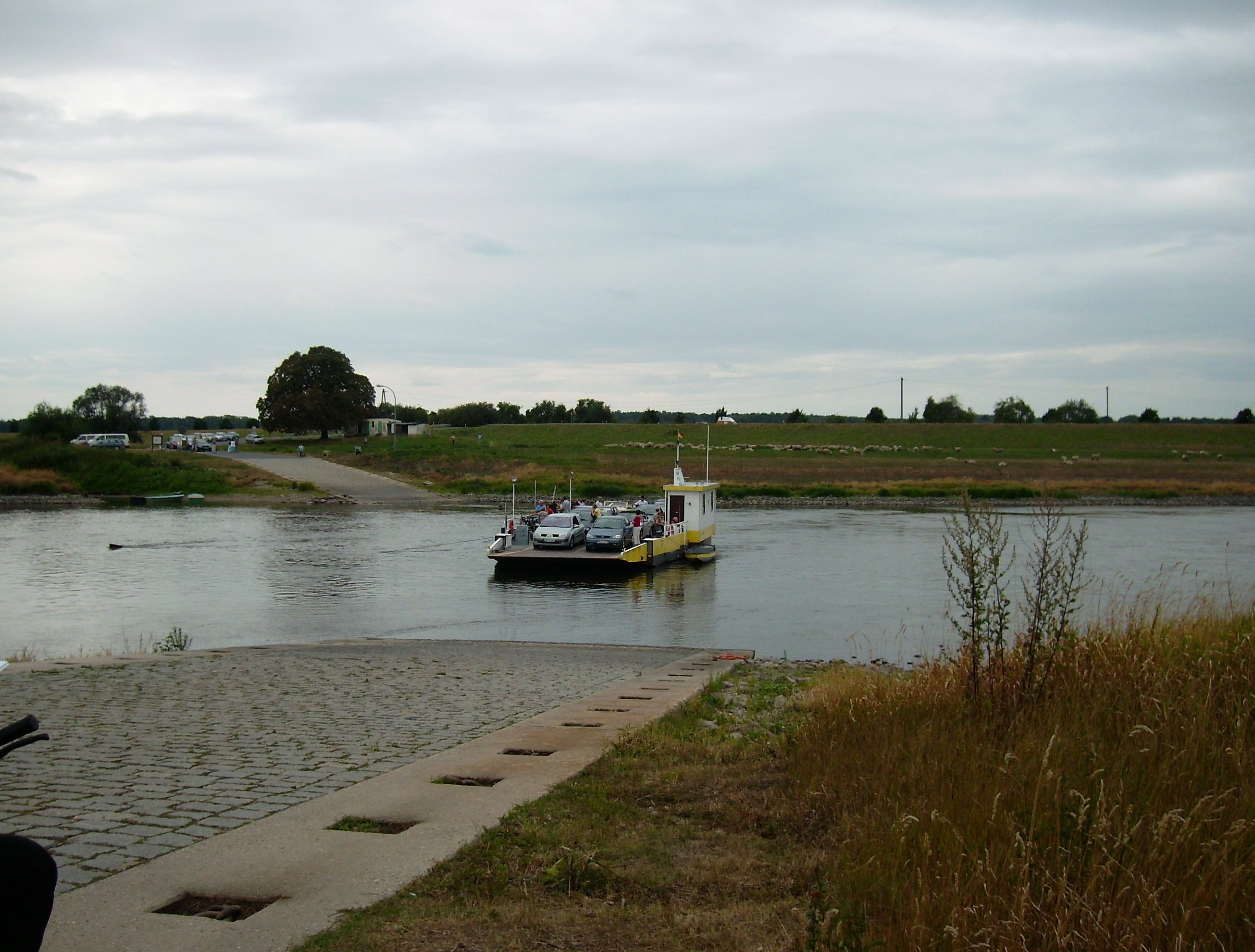
Gierseilfähre zwischen Mühlberg und Staritz (2008)
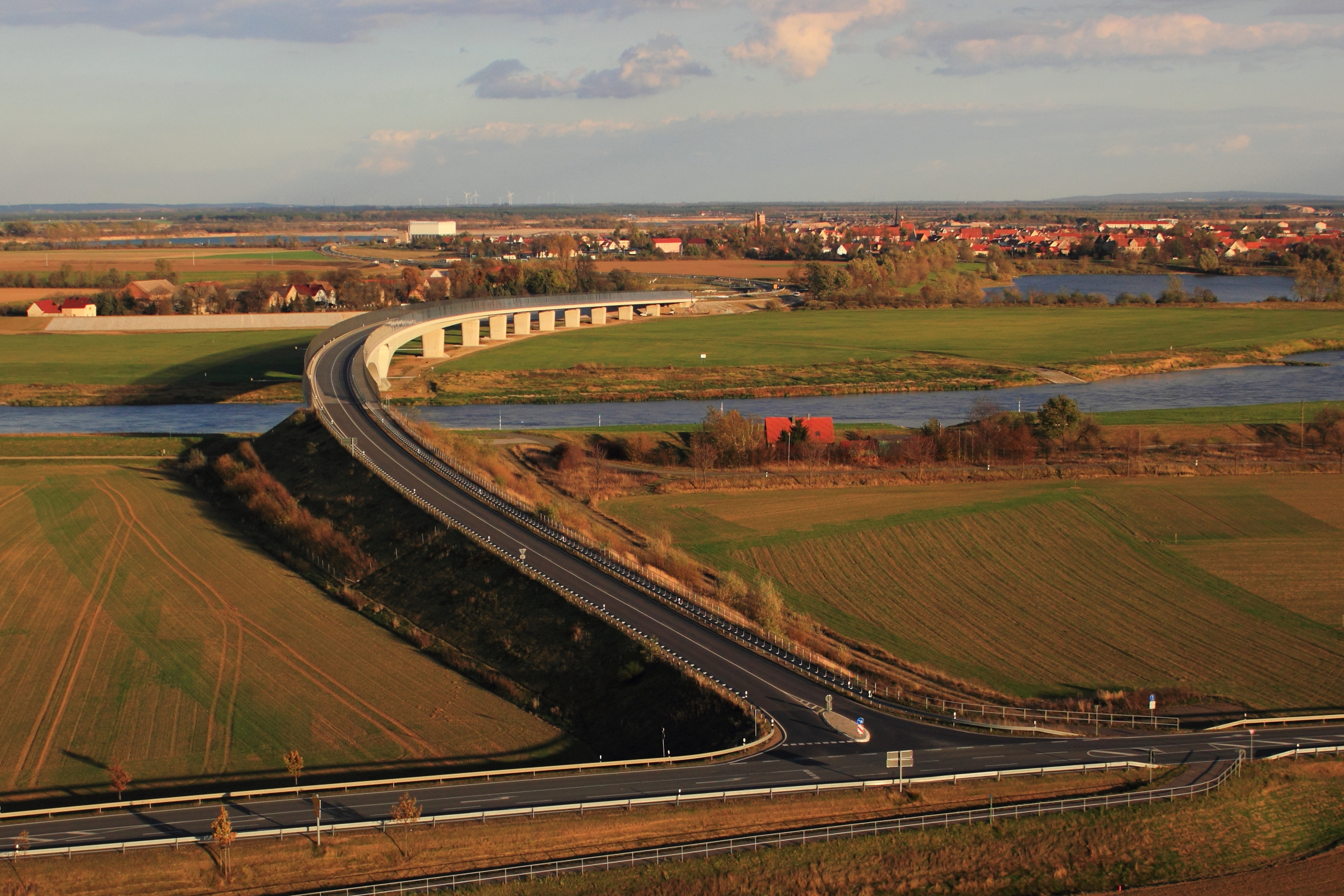
Elbebrücke zwischen Mühlberg und Staritz (2013)